# Juliana O'Connor-Connolly
Juliana O'Connor-Connolly, née en 1961 à Cayman Brac, est une femme politique Première ministre des îles Caïmans entre décembre 2012 et mai 2013 et de nouveau entre le 15 novembre 2023 et le 6 mai 2025.

## Biographie
Juliana O'Connor-Connolly est née à Cayman Brac en 1961 et y grandit. Elle commence une carrière d'enseignante, avant d’obtenir une bourse et d'étudier le droit à l'université de Liverpool. Elle revient ensuite pour exercer comme procureur aux Îles Caïmans avant d'entrer en politique.
En 1996, elle est élue comme représentante de Cayman Brac à l'Assemblée législative des îles Caïmans, l'année suivante, elle devient la première femme à rejoindre le gouvernement en devenant ministre des Affaires communautaires, des Sports, des Femmes, de la Jeunesse et de la Culture. Elle est réélue représentante en 2000. En novembre 2001, elle participe à la fondation du Parti démocratique uni avec McKeeva Bush comme Leader et vote la défiance envers Kurt Tibbetts. Elle devient alors Speaker de l'Assemblée jusqu'en octobre 2003. Ensuite et jusqu’aux élections générales de 2005, elle est ministre dans le gouvernement de McKeeva Bush, chargée de la Planification, des Communications, de l'Administration et des Technologies de l'information.
En 2009, elle est de nouveau élue représentante de Cayman Brac et devient en plus Deputy Premier de McKeeva Bush et des portefeuilles de l'Administration, du Travail, de l'Agriculture. Après la démission de Bush en 2012, elle devient Première ministre. 
Elle est réélue lors des élections législatives caïmaniennes de 2013, mais quitte alors le Parti démocratique uni pour rejoindre le Mouvement progressiste du peuple. Elle redevient alors le Speaker de l'Assemblée législative des îles Caïmans jusqu'en mai 2017, où à la suite d'un accord entre les deux partis, elle quitte ce poste pour devenir ministre de l'Éducation, de la Jeunesse, des Sports, de l'Agriculture dans le gouvernement d'Alden McLaughlin.
Après la démission de Wayne Panton, elle redevient Première ministre du territoire le 15 novembre 2023, mais quitte alors le Parti démocratique uni. À la suite des élections législatives du 30 avril 2025, une nouvelle coalition gouvernementale est formée et André Ebanks lui succède comme Premier ministre.